# Pramipexol
El pramipexol es un agonista dopaminérgico no ergolínico que actúa en receptores dopaminérgicos con mayor afinidad D3, por lo que induce menos hipotensión ortostática que otros agonistas directos de la dopamina. Se usa en el tratamiento de la enfermedad de Parkinson, Síndrome de las piernas inquietas. Además se ha usado para investigar la depresión clínica y fibromialgia.

## Historia
El medicamento Pramipexol fue desarrollado por la compañía farmacéutica Boehringer Ingelheim® en el año 1993. En las últimas dos décadas del siglo XX se fabricaron agonistas dopaminérgicos sintéticos, en reemplazo de los ergotamínicos, entre los que se encuentran ropinirol,  rotigotina y pramipexol. Se demostró el efecto benéfico de la terapia conjunta  de pramipexol con levodopa. Así mismo, se reportó la efectividad del pramipexol en pacientes de novo y con fluctuaciones para el tratamiento del Parkinson.
El pramipexol fue aprobado en 1997 por la FDA. Shannon demostró su eficacia como monoterapia en Enfermedad de Parkinson leve a moderada y el mismo año, el Journal of the American Medical Association (JAMA) documentó su seguridad y eficacia en la Enfermedad de Parkinson temprana.

## Farmacocinética

### Vías de administración
- Vía oral[4]

### Forma farmacéutica
Comprimidos de liberación prolongada

### Preparaciones
Tableta de liberación prolongada de 24 horas, Oral, como clorhidrato dihidratado:
- Mirapex ® ER: (Boehringer Ingelheim)

0.375 mg, 0.75 mg, 1.5 mg, 2.25 mg, 3 mg, 3.75 mg, 4.5 mg
Tableta, Oral, como clorhidrato dihidratado:
- Mirapex ®:(Boehringer Ingelheim)

1.0 mg, 2.5 mg, 3,75 mg, 4.5 mg

### Absorción
La biodisponibilidad del pramipexol es superior al 90% y alcanza concentraciones máximas en plasma en tiempo de 1-3 horas. La velocidad de absorción es menor cuando se administra con alimentos y el consumo con alimentos no reduce su absorción.

### Distribución
En el ser humano, la unión a proteínas del Pramipexol es muy baja (15% - 20%) y el volumen de distribución es grande (400L - 500L) alcanzando concentraciones elevadas en cerebro y eritrocitos.

### Metabolismo y metabolitos
El metabolismo del pramipexol es menor al 10%, no se ha registrado un metabolito activo en plasma u orina. A pesar de esto, tiene efecto  en el metabolismo de la dopamina y sus metabolitos.

### Excreción
La excreción de Pramipexol es por vía renal de forma inalterada. Aproximadamente el 90% de la dosis marcada con C14 es eliminada a través del riñón, que en heces es menos del 2%. La depuración del pramipexol es de 500 ml/min y la depuración renal de 400 ml/min. La semivida de eliminación dura entre 8 horas y 12 horas dependiendo de la edad .

### Dosis
Liberación inmediata: Inicia con  0,125 mg 3 veces al día, aumentar a 5 a 7 por día; y mantener en 0,5 a 1,5 mg 3 veces al día.
- Suspensión del tratamiento:dosis menores de 0,75 mg  hasta  0,75 mg una vez al día, hasta 0,375 mg al día.

Liberación prolongada: Inicia con 0,375 mg una vez al día; aumenta después de 5 a 7 días a 0,75 mg;se llega a  4,5 mg como máximo una vez al día.
- Suspensión del tratamiento: Disminuir  dosis a 0,75 mg por día hasta 0,375 mg al día

Conversión de liberación inmediata a liberación prolongada: Una tableta por la noche y continuar con una tableta la mañana siguiente. Con una dosis diaria igual.

## Farmacodinámica
El pramipexol es un agonista dopaminérgico que se une a los receptores D2, con una alta afinidad por D3. Se cree que el pramipexol simula la acción de la dopamina al unirse a sus receptores dopaminérgicos en el cuerpo estriado. Continuando con la vía nigroestriada de la Dopamina.  
La dopamina producida en la sustancia negra compacta, se une a los receptores D2, D3 Inhibe la formación de AMPc y activa los canales de Potasio;  por lo que el cuerpo estriado no libera GABA, el principal neurotransmisor inhibidor del sistema nervioso, liberando su acción inhibitoria sobre el globo pálido externo permitiendo su acción. Por tanto, se inhibe la acción del núcleo subtalámico de LUYS por medio del globo pálido externo. El núcleo de LUYS al estar inhibido no libera glutamato que activa tanto el globo pálido interno como la sustancia negra reticular que tiene acciones inhibitorias sobre el tálamo. El tálamo al tener vía libre podrá favorecer el movimiento coordinado de la persona.

## Mecanismo de acción

#### Efectos farmacológicos

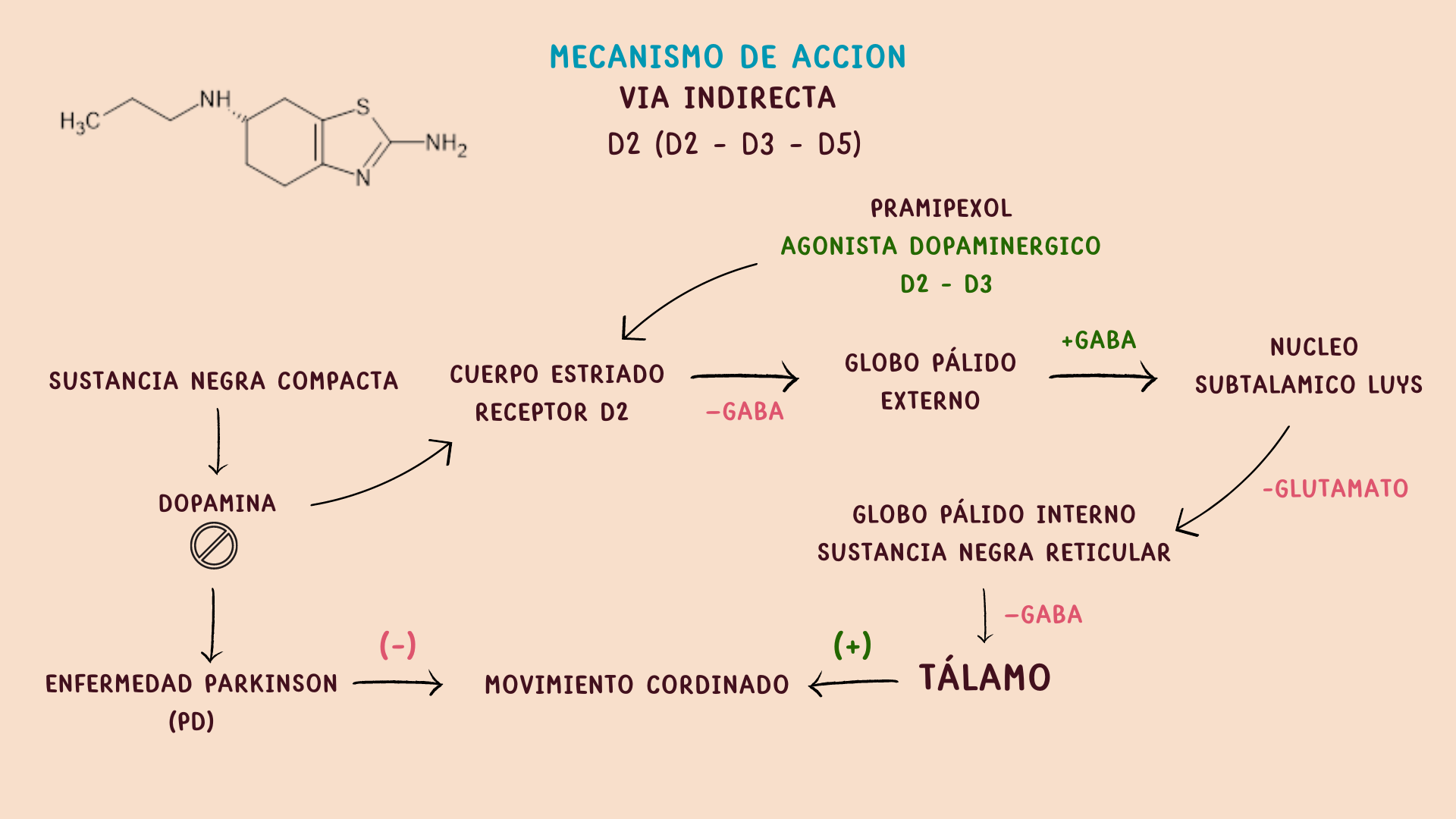
Via indirecta del pramipexol. Ver vía nigroestriada de la dopamina

El Pramipexol tendrá los siguientes efectos farmacológicos en la enfermedad de Parkinson:
- Influye en las tasas de descarga neuronal del cuerpo estriado a través de la activación de los receptores de dopamina en el estriado y la sustancia negra, el sitio de las neuronas que envían proyecciones al cuerpo estriado. Se desconoce la relevancia de la unión del receptor D3 en la enfermedad de Parkinson.

- Reducción de la secreción de prolactina dependiendo de la dosis por el aumento de agonista dopaminérgico.

- Como agonista de dopamina su acción consiste en sustituir a la dopamina, una sustancia natural en el cerebro y que es necesaria para controlar el movimiento.

- El Pramipexol unido presinápticamente a las neuronas dopaminérgicas inhibe la liberación de dopamina; sin embargo, cuando se lesionan las neuronas dopaminérgicas, como sucede en la enfermedad de Parkinson, el pramipexol actúa como un potente agonista D2 postsináptico o cuando se combina con L-dopa en pacientes con enfermedad de Parkinson temprana o avanzada.

- Reduce los síntomas de rigidez observados en las primeras etapas de la enfermedad de Parkinson.

- El pramipexol es eficaz en la depresión experimental e incluso mejor que la sertralina en los pacientes con enfermedad de Parkinson deprimidos.

Los efectos farmacológicos del Pramipexol en la enfermedad de piernas inquietas es incierto.

### Interacciones
| Fármacos que interaccionan con PRAMIPEXOL | |
| Fármaco                                   | Resultados de la interacción |
| Levodopa                                  | Interacción Farmacodinámica: En combinación para el tratamiento de Enfermedad de Parkinson se mostraron incremento de efectos adversos tales como, xerostomía, amnesia, insomnio, alucinaciones, confusión, poliuria y somnolencia. |
| Cimetidina                                | Interacción farmacocinética: Reducción en el aclaramiento de uno o ambos medicamentos en la secreción por túbulos renales con dificultad para eliminar                                                                              |
| Benzodiacepina                            | Interacción Farmacodinámica: Puede aumentar la somnolencia y episodios de sueño súbito, al igual que con otros sedantes y ansiolíticos.                                                                                             |
| Rasagilina                                | Interacción Farmacodinámica: psicosis, movimientos musculares involuntarios. |
| Neurolépticos                             | Interacción Farmacodinámica: somnolencia, confusión, falta de coordinación, problemas de atención,mareos, S.neuroléptico maligno.                                                                                                   |

| Interacción metabólica |                                                         |
|                        | Resultados de la interacción                            |
| Etanol                 | Efecto aditivo al inducir somnolencia                   |
| Alimentos              | Los alimentos no reducen la absorción del medicamento.  |
| Embarazo               | Sin estudios que confirmen la seguridad del medicamento |

## Uso clínico

### Indicación 01
Enfermedad de Parkinson: El pramipexol es un agonista dopaminérgico de receptores D2 y D3 eficaz en el tratamiento sintomático de la enfermedad de Parkinson en fases tempranas como monoterapia y en fases avanzadas combinado con Levodopa, este medicamento mejora las fluctuaciones motoras y las discinesias, incluso se ha demostrado que tiene efectos neuroprotectores y su uso en la clínica desde fases tempranas demuestra un retraso en la aparición de complicaciones motoras; es especialmente útil en el tratamiento del temblor. En un estudio publicado en Journal of Neurology, el pramipexol mejora los síntomas motores en aproximadamente el 50% de los pacientes.

### Indicación 02
Síndrome de piernas inquietas: El pramipexol se utiliza como tratamiento del síndrome de piernas inquietas para potenciar la actividad de los circuitos neuronales interconectados con dopamina, la cual se cree que es deficiente en este síndrome. La revista Sleep Medicine realizó un metaanálisis el pramipexol demostró ser eficaz para 87.6% de los pacientes.

### Indicación 03
Depresión: Los trastornos del estado de ánimo son frecuentes en los pacientes con enfermedad de enfermedad de Parkinson, los fármacos agonistas de dopamina actúan sobre diferentes receptores de este neurotransmisor. El pramipexol actúa en el receptor D3 y este receptor se encuentra en el sistema límbico y estarían relacionados con el ánimo y la conducta. En 2015 un estudio de Journal of Psychiatric Research mostró que el pramipexol, cuando se usa en combinación con un antidepresivo de primera línea, mejora  síntomas en un 47% de los pacientes con depresión.

### Efectos Adversos
| Reacciones adversas a Pramipexol |                 |                                                     |
| Sistema implicado                | Grupo CIOSM     | Tipo de reacción                                    |
| Aparato Gastrointestinal         | Muy frecuentes  | Náuseas                                             |
| Aparato Gastrointestinal         | Frecuentes      | Estreñimiento Anorexia Xerostomía                   |
| Aparato Gastrointestinal         | Poco frecuentes | Diarrea Disfagia sialorrea                          |
| Sistema Nervioso Central         | Muy frecuentes  | Somnolencia Reacción extrapiramidal Insomnio mareos |
| Sistema Nervioso Central         | Frecuentes      | alucinación Confusión fatiga                        |
| Sistema Nervioso Central         | Poco frecuentes | trastorno del sueño hipersexualidad vértigo         |
| Sistema Nervioso Central         | Raros           | delirios miastenia mioclono                         |
| Sistema Nervioso Central         | Muy raros       | comportamiento agresivo                             |
| Sistema Cardiovascular           | Muy frecuentes  | Hipotensión ortostática                             |
| Sistema Cardiovascular           | Frecuentes      | Edema periférico                                    |
| Sistema Cardiovascular           | Poco frecuentes | dolor torácico                                      |
| Sistema neuromuscular            | Muy frecuentes  | Discinesia                                          |
| Sistema neuromuscular            | Frecuentes      | astenia artritis temblor                            |
| Sistema neuromuscular            | Poco frecuentes | dolor de espalda bursitis espasmos                  |
| Sistema neuromuscular            | Muy raro        | aumento de la fosfocreatina                         |

El tratamiento con Pramipexol tiene como efectos adversos los siguientes:
Alucinaciones: El tratamiento con dopaminérgicos se constituye por tener como reacción adversas alucinaciones en su mayoría visuales.
Discinesia: En la enfermedad de enfermedad de Parkinson avanzada tras el tratamiento de Pramipexol combinado con Levodopa se produce un movimiento muscular incontrolable e involuntario.
Hipotensión Ortostática:  Forma de presión arterial baja que ocurre al ponerse de pie después de estar sentado o acostado.
Movimientos extrapiramidales: Diferentes movimientos involuntarios, como temblores o espasmos.
Distonía: Se ha notificado ocasionalmente distonía axial, incluidos anterocolis, camptocormia y pleurotótonos (síndrome de Pisa). Aunque la distonía puede ser un síntoma de la enfermedad de Párkinson, los síntomas de estos pacientes han mejorado tras la reducción o la retirada del pramipexol.
Somnolencia: Se ha asociado la administración de pramipexol con la aparición de somnolencia y episodios de sueño repentino, especialmente en pacientes con la enfermedad de Parkinson. Debido a posibles efectos aditivos, debe tenerse especial precaución cuando los pacientes estén tomando otros medicamentos sedantes o alcohol, en combinación con pramipexol.
Trastornos del control de impulsos: Los pacientes en tratamiento con Pramipexol pueden presentar síntomas de trastornos del control de impulsos incluyendo ludopatía, aumento de la libido e hipersexualidad, gasto o compra compulsiva, atracones e ingesta compulsiva. Sí estos síntomas se desarrollan, se debe considerar una reducción de la dosis o la interrupción escalonada del tratamiento.
Manía y delirio: Los pacientes pueden presentar manías y delirios en pacientes tratados con pramipexol. La aparición de estos síntomas señala que debe haber una reducción de la dosis o la interrupción progresiva del tratamiento.
Síndrome neuroléptico maligno: Ante la interrupción brusca del tratamiento dopaminérgico, se han notificado síntomas indicativos del síndrome neuroléptico maligno.
Síndrome de abstinencia a agonistas de la dopamina (SAAD): Los pacientes con trastornos del control de los impulsos y los que reciben una dosis diaria alta y dosis acumuladas altas de agonistas de la dopamina pueden tener un riesgo mayor. Los síntomas de abstinencia pueden incluir apatía, ansiedad, depresión, cansancio, sudoración, dolor y no responden a la levodopa.
Intensificación: Un efecto paradójico en donde se empeora la sintomatología de las piernas inquietas.

## Contraindicaciones
- Hipersensibilidad al Pramipexol o a cualquier componente de la formulación.[15]

## Precaución

### Precauciones relacionadas con los efectos adversos
Pacientes con alteraciones psicóticas: Los pacientes con alteraciones psicóticas sólo deben ser tratados con agonistas dopaminérgicos cuando los potenciales beneficios superen a los riesgos. Debe evitarse la administración concomitante de medicamentos antipsicóticos con pramipexol.  
Anomalías en la visión: El tratamiento puede generar anomalías en la visión por lo que se recomienda una monitorización oftalmológica a intervalos regulares.

### Preocupaciones relacionadas con enfermedades
Enfermedad cardiovascular grave: Debe tenerse precaución en caso de enfermedad cardiovascular grave. Se recomienda monitorizar la presión sanguínea, especialmente al inicio del tratamiento, debido al riesgo general de hipotensión ortostática asociada a la terapia dopaminérgica.
Insuficiencia cardíaca: Pacientes en tratamiento con Pramipexol revelan un aumento en el riesgo estadísticamente significativo de insuficiencia cardiaca. Entre los agonistas dopaminérgicos solo el uso de Pramipexol se asoció con un aumento de riesgo en los primeros tres meses de tratamiento. La FDA no ha llegado a la conclusión de que el pramipexol aumenta el riesgo de insuficiencia cardiaca debido a las limitaciones del estudio y el potencial de factores de confusión.    
Insuficiencia renal: En pacientes con insuficiencia renal se debe utilizar de manera controlada y su dosis puede necesitar un ajuste. No se recomiendan comprimidos de liberación prolongada para su uso en pacientes con CrCl <30 ml/minuto o Enfermedad renal en etapa final que requieran hemodiálisis.
Síndrome de piernas inquietas: El uso de agonistas dopaminérgicos de acción corta en dosis más altas como Pramipexol, Ropinirol o Levodopa son un factor de riesgo a presentar aumento inducido en el Síndrome de piernas inquietas. Para prevenir este aumento el tratamiento debe ser iniciado cuando los síntomas del síndrome afecten de manera significativa la vida del paciente; una vez iniciado el tratamiento se recomienda utilizar la dosis efectiva más baja y evitar exceder las dosis recomendadas, en caso de producirse el aumento se puede dividir en múltiples dosis diarias o considerar cambiar a una terapia alternativa.

### Precaución con poblaciones especiales
Ancianos: pueden ser propensos a un mayor riesgo de reacciones adversas a los medicamentos.
Precaución con problemas específicos de la forma de dosificación
Tableta de liberación prolongada: Después de tomar la formulación de la tableta de liberación prolongada se pueden ver residuos de la tableta “entera” o “tableta parcialmente hinchada” en las heces. La aparición de estos residuos se relaciona con el empeoramiento de los síntomas en la enfermedad de Parkinson.

### Precaución con interrupción de la terapia
Los agentes dopaminérgicos en la enfermedad de Parkinson se reducen gradualmente al interrumpir la terapia. La retirada inmediata de los agentes dopaminérgicos se asocian a un síndrome similar al síndrome neuroléptico maligno.

### Efectos adversos más frecuentes
Los efectos adversos más frecuentes (≥5% y más frecuentes que el placebo) después de 33 semanas de tratamiento con comprimidos de liberación prolongada de dihidrocloruro de pramipexol en el ensayo de pacientes con enfermedad de Parkinson temprana fueron somnolencia, náuseas, estreñimiento, mareos, fatiga, alucinaciones, xerostomía, espasmos musculares y edema periférico.

## Otros usos
Un efecto colateral del tratamiento con pramipexol es que mejora la disfunción sexual en pacientes con enfermedad de Parkinson
Algunos medicamentos utilizados para tratar el Parkinson, especialmente los agonistas de la dopamina (pramipexol, ropinirol, apomorfina) puede ayudar en la mejora de la potencia sexual.